# Římskokatolická farnost Bohdalice
Římskokatolická farnost Bohdalice je územní společenství římských katolíků ve slavkovském děkanství s farním kostelem Nanebevzetí Panny Marie.

## Území farnosti
- Bohaté Málkovice
- Bohdalice
- Kozlany
- Manerov
- Pavlovice

## Kostely

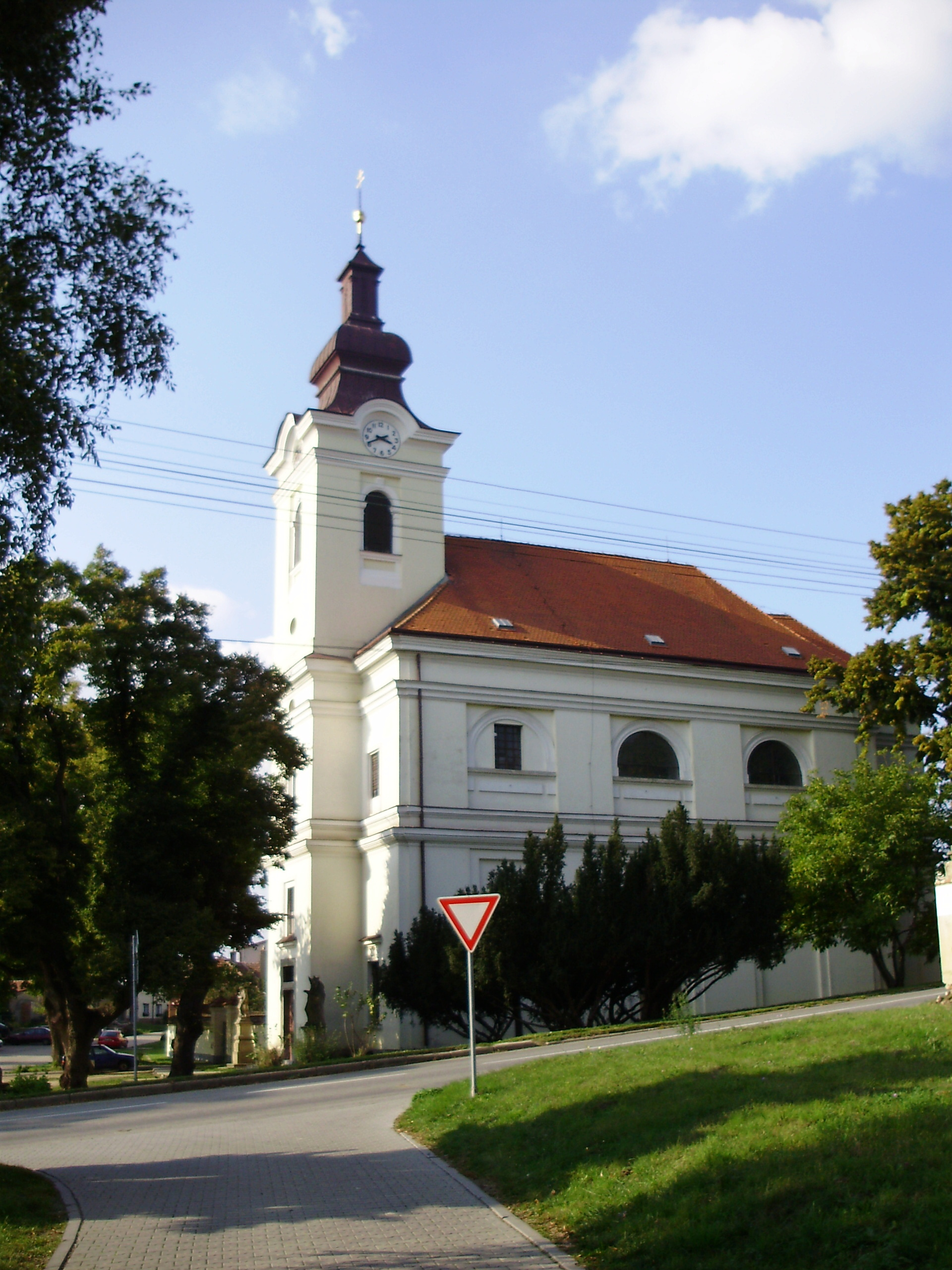
Bohdalice: Farní kostel Nanebevzetí Panny Marie
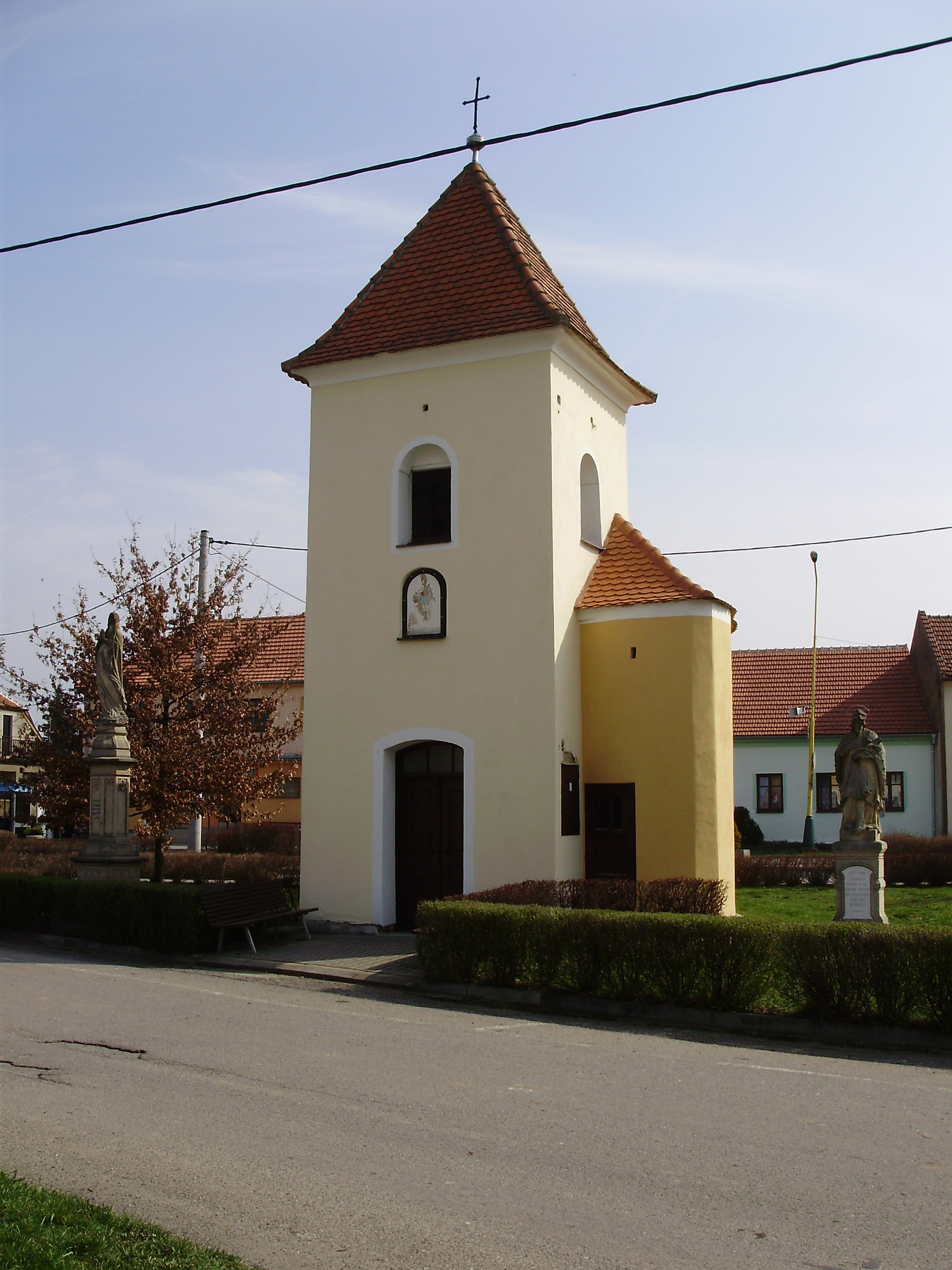
Kozlany : Kaple svatého Floriána
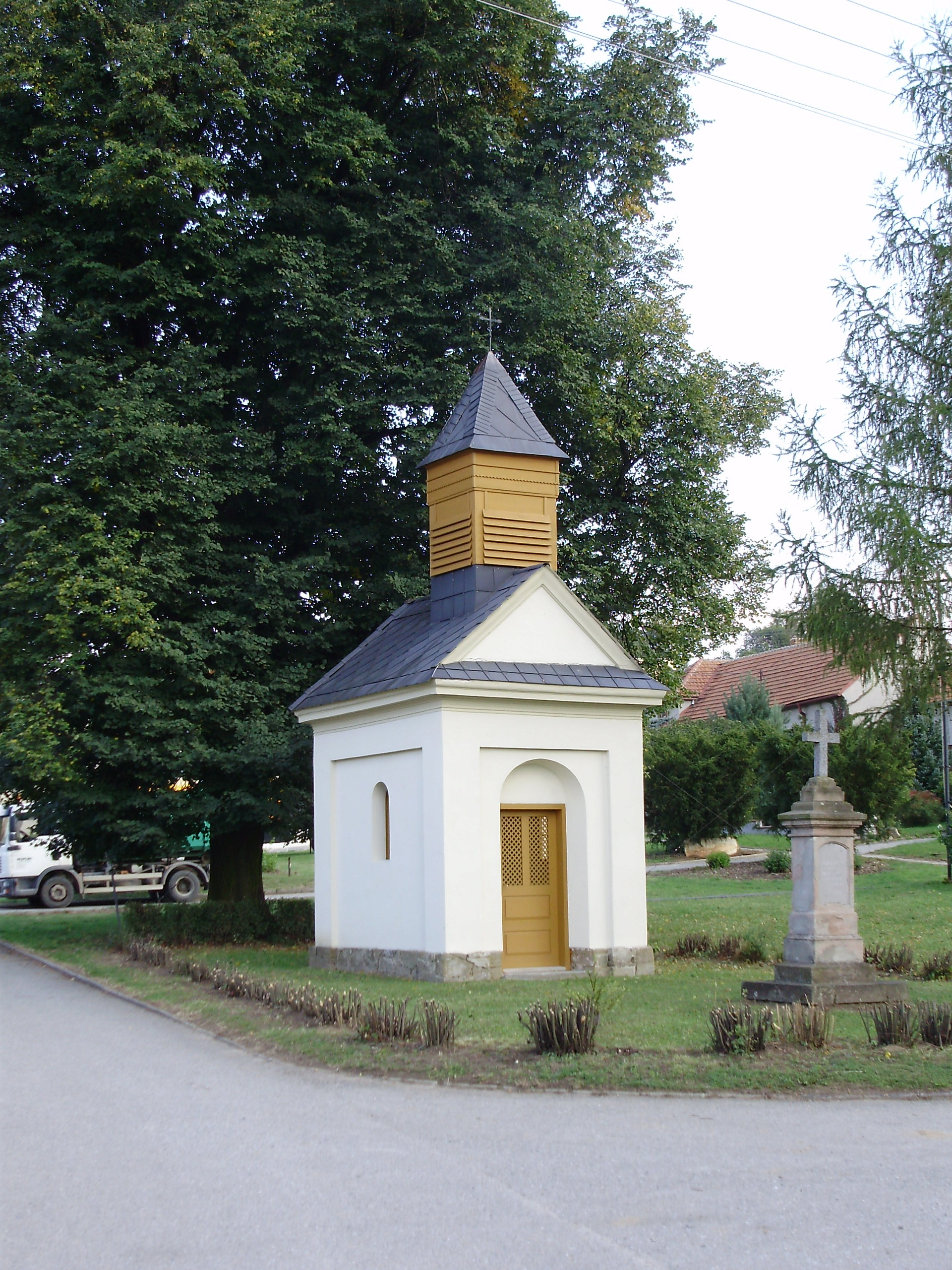
Manerov : Kaplička svatého Jana a Pavla

## Historie farnosti
Zdejší farnost existuje už od čtrnáctého století. Kostel Nanebevzetí Panny Marie však vznikl až začátkem devatenáctého století, v roce 1814.

## Duchovní správci
- Marcel Javora (1996-2003)
- Jan Klíma (2007-2010)
- Jan Hanák (od 2010)[2]

## Bohoslužby
| Kostel                  | Místo     | Bohoslužba (den) | Hodina      | Poznámka     |
| ----------------------- | --------- | ---------------- | ----------- | ------------ |
| Nanebevzetí Panny Marie | Bohdalice | neděle pátek     | 8.00 18.00. | farní kostel |

## Aktivity farnosti
Dnem vzájemných modliteb farností za bohoslovce a bohoslovců za farnosti brněnské diecéze je 11. leden. Adorační den připadá na 5. srpna.
Ve farnosti se pravidelně pořádá tříkrálová sbírka. V roce 2014 se při ní vybralo 51 436 korun, o rok později 60 115 korun. V roce 2016 se při sbírce vybralo 60 537 korun.  V roce 2018 dosáhl výtěžek sbírky 62 732 korun. 
V roce 2015 se farnost zapojila do projektu Noc kostelů.